# Gaius Vibius Marsus
Gaius Vibius Marsus war ein römischer Suffektkonsul (17 n. Chr.) und Statthalter von Syria (42–44 n. Chr.).

## Leben
Fastentafeln bezeugen, dass der hochgebildete Vibius Marsus in der zweiten Hälfte des Jahres 17 n. Chr. das Suffektkonsulat bekleidete (zusammen mit Gaius Voluseius Proculus). Unbekannt ist, ob er dieses Amt bis zum Ende des Jahres ausübte. Eher dürfte er im Herbst 17 n. Chr. als prätorischer Legat den Germanicus auf dessen Mission in den Orient begleitet haben. Germanicus geriet in Streit mit dem syrischen Statthalter Gnaeus Calpurnius Piso und beschuldigte diesen nach seiner Erkrankung des Giftanschlags. Vibius Marsus erlebte den Tod des Germanicus im Oktober 19 n. Chr. in Antiochia am Orontes (Syrien) mit. Danach verzichtete er zugunsten des älteren Gnaeus Sentius Saturninus auf den nach der Abfahrt des Calpurnius Piso vakanten Statthalterposten Syriens, sondern fuhr mit der Gattin des Verstorbenen, Agrippina der Älteren, nach Rom zurück. Auf der Heimfahrt trafen sie an der Küste Kleinasiens den Calpurnius Piso, den Vibius Marsus anwies, sich zu seiner Verteidigung nach Rom zu begeben.
Wahrscheinlich blieb Vibius Marsus dann in der Hauptstadt. Jedenfalls ist belegt, dass er 26 n. Chr. den vom Senat dann auch bewilligten Antrag einbrachte, dem Statthalter der Provinz Asia, Manius Aemilius Lepidus, einen für den Bau eines Tempels für Kaiser Tiberius und die Livia zuständigen außerordentlichen Legaten zur Seite zu stellen. Danach fungierte Vibius Marsus von 26 bis 29 oder 27 bis 30 n. Chr. als Prokonsul von Africa.
Gegen Ende der Regierung des Tiberius (Anfang 37 n. Chr.) klagte ihn der Prätorianerpräfekt Quintus Naevius Sutorius Macro in einem seiner zahlreichen Kapitalprozesse an, über den Ehebruch der Albucilla, der Witwe des Satrius Secundus, Bescheid gewusst zu haben. Dies war nur eine vorgeschobene Beschuldigung, während politische Auseinandersetzungen der wahre Grund für die Anklage gewesen sein dürften. Weil der Tod des Kaisers abzusehen war, täuschte Vibius Marsus Selbstmordabsichten durch freiwilliges Hungern vor, und durch das bald erfolgte Hinscheiden des Tiberius konnte er der Gefahr entrinnen.
42 n. Chr. folgte Vibius Marsus auf Befehl des Kaisers Claudius dem Publius Petronius als Statthalter von Syria. Diese Provinz war ihm ja durch seine frühere Begleitung des Germanicus auf dessen Asienreise vertraut und hier setzte er nachdrücklich den römischen Einfluss durch. Nach der erneuten Errichtung von Judäa in den Dimensionen des Reichs von Herodes des Großen, die Herodes Agrippa I. durch sein gutes Einvernehmen mit dem Kaiser erreicht hatte, ließ der jüdische König die Stadtmauern von Jerusalem ausbauen und stärker befestigen. Misstrauisch informierte der syrische Statthalter den Kaiser über diese Beobachtung, der daraufhin einen Baustopp befahl. Als dann Agrippa I. (wohl noch 42 n. Chr.) die von Rom abhängigen Nachbarkönige Herodes von Chalkis, Polemon II. von Pontos, Kotys von Kleinarmenien, Antiochos IV. von Kommagene und Sampsigeramos von Emesa nach Tiberias in Galiläa einlud, schätzte der überraschend dort angekommene Vibius Marsus die guten Beziehungen so vieler Fürsten als nicht im Interesse Roms liegend ein und sandte Boten an die königlichen Gäste, um sie zur Rückkehr in ihre Heimat auffordern zu lassen. Dies musste sein Verhältnis zum jüdischen König weiter trüben, der den Kaiser mehrmals vergeblich brieflich bat, einen neuen syrischen Statthalter zu schicken. Beim drohenden Angriff des parthischen Königs Vardanes auf das Reich des erwähnten Kotys (um 43 n. Chr.) kam diesem der energische Vibius Marsus mit seinen Legionen zu Hilfe. Nach dem Tod des Agrippa I. (44 n. Chr.) soll Claudius angeblich zu dessen Ehrung den Vibius Marsus durch Gaius Cassius Longinus ersetzt haben.
Wie man einer Inschrift auf dem Grabmal der Plautier bei Tibur entnehmen kann, war die Gattin des Vibius Marsus eine Laelia. Aus dieser Ehe ging eine Tochter namens Vibia hervor, die Publius Plautius Pulcher heiratete. Dessen Schwester Plautia Urgulanilla war die erste Gemahlin des Kaisers Claudius.